# Mistrzostwa Ameryki Południowej w Piłce Siatkowej Kobiet 1969
VIII Mistrzostwa Ameryki Południowej w piłce siatkowej kobiet odbyły się w 1969 roku w Caracas (Wenezuela). W mistrzostwach wystartowało 6 reprezentacji. Mistrzem została po raz szósty reprezentacja Brazylii.

## Klasyfikacja końcowa
| Miejsce | Reprezentacja |
| ------- | ------------- |
|         | Brazylia      |
|         | Peru          |
|         | Urugwaj       |
| 4.      | Wenezuela     |
| 5.      | Argentyna     |
| 6.      | Kolumbia      |